# ラ・プティット＝ラン
ラ・プティット＝ラン （La Petite-Raon）は、フランス、グラン・テスト地域圏、ヴォージュ県のコミューン。

## 地理

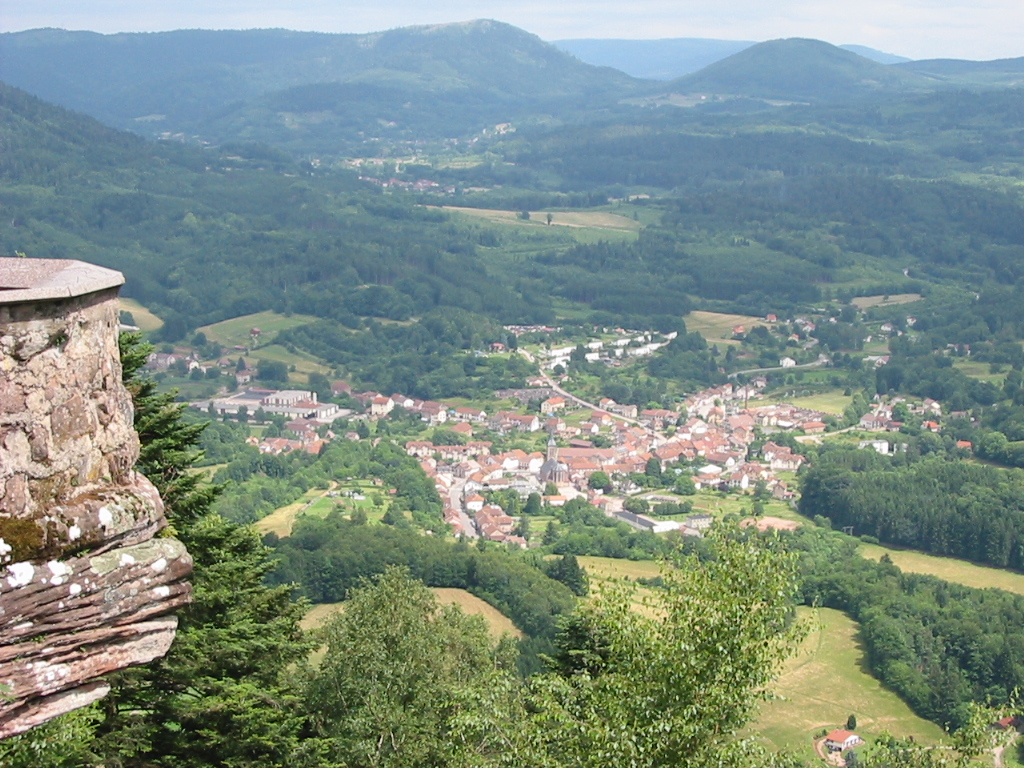
メール・アンリ岩から見下ろした村の風景

ラ・プティット＝ランは、スノーヌより上流のラボドー渓谷の中の村である。村はラボドー川とラ・ロシェール川との合流地点である。

## 歴史
ラ・プティット＝ランは、かつてのザルム伯領（fr）の一部であった。伯領は1600年にロレーヌ公国の一部となったが、1751年に成立したザルム＝ザルム公国（fr）と統合された。1793年に公国がフランスに併合されると、村はスノーヌ小郡の一部となった。
コミューンは1948年11月11日、クロワ・ド・ゲール勲章を授与された。

## 人口統計
| 1962年 | 1968年 | 1975年 | 1982年 | 1990年 | 1999年 | 2005年 | 2015年 |
| ------ | ------ | ------ | ------ | ------ | ------ | ------ | ------ |
| 1544   | 1386   | 1409   | 1147   | 982    | 913    | 894    | 760    |

参照元:1962年から1999年までは複数コミューンに住所登録をする者の重複分を除いたもの。それ以降は当該コミューンの人口統計によるもの。1999年までEHESS/Cassini、2006年以降INSEE。

## 参照
1. ↑  Archives du comté et de la principauté de Salm
2. ↑  Communes décorées de la Croix de guerre 1939 - 1945
3. ↑  http://cassini.ehess.fr/cassini/fr/html/fiche.php?select_resultat=26623
4. ↑  https://www.insee.fr/fr/statistiques/3293086?geo=COM-88346
5. ↑  http://www.insee.fr